# Mouvement nationaliste révolutionnaire (France)
Pour les articles homonymes, voir MNR et Mouvement nationaliste révolutionnaire.
Le Mouvement nationaliste révolutionnaire (MNR) est un mouvement d'extrême droite français, fondé en 1979. Il est dirigé par Jean-Gilles Malliarakis. En 1985, le MNR s'autodissout pour donner naissance au mouvement Troisième Voie.
Inspiré du fascisme italien, le MNR se réclame du solidarisme, du corporatisme et du nationalisme-révolutionnaire. Il se veut à la fois anticommuniste et anti-capitaliste, et opposé au « condominium américano-soviétique » sur l'Europe, ou « système de Yalta ».

## Histoire
Le Mouvement nationaliste révolutionnaire succède en 1979, jour anniversaire du traité de Yalta, à la Jeune garde solidariste de Jean-Gilles Malliarakis. Le MNR reprend les notions de « troisième voie » et de « solidarisme », déjà très présentes dans les années 1970. 
J-G. Malliarakis, son chef, proclame que le « système de Yalta », ou « condominium américano-soviétique » est l'ennemi principal de la France et des peuples européens. Il affirme que, malgré l'opposition apparente des deux blocs, ceux-ci coopéreraient donc, à l’avantage premier de la ploutocratie américaine, sur un principe qui n’est pas celui de la division territoriale et de la territorialisation des idéologies mais de l’inscription dans le réel d’une utopie mondialiste unitariste. La coopération des blocs ne serait d’ailleurs plus celle de nations mais celles de systèmes économiques technocratiques tenant chacun leur zone par l’abrutissement massif de leurs peuples.
Pro-palestinien, le MNR sert parfois de service d'ordre à des personnalités palestiniennes mais aussi à l'archevêque Hilarion Capucci, de la congrégation des melkites et soutien de la Palestine. Le Comité pour la paix au Proche-Orient, présidé par un ancien responsable de Restauration nationale, est composé en très large majorité de membres du MNR. De plus, le groupe entretient des liens avec l'Organisation de libération de la Palestine et les milieux baasistes irakiens.
Le mouvement exalte le militantisme qui devient la préparation d’une insurrection libératrice « contre les impérialismes » à l’échelle mondiale. L'organisation va lancer le slogan « l’Europe aux Européens », avec lequel elle réalise une affiche en 1985, qui aura une longue postérité dans les mouvances nationales-révolutionnaires.
Le mouvement adopte comme symbole le trident, déjà employés auparavant par les mouvements solidaristes. Son organe était le journal hebdomadaire Jeune Nation solidariste.
Le 31 décembre 1984, le MNR organise un meeting en commun avec le GRECE à Tours sur le thème de l’opposition à « l’Europe de Yalta ». À Paris, en mars, J-G. Malliarakis et Guillaume Faye tiennent ensemble un meeting sur le même thème.

### Ramifications européennes
Le MNR aura notamment de nombreux contacts avec des nationaux-révolutionnaires italiens. Ainsi, lorsque, en 1980, les principaux responsables du mouvement Terza Posizione sont contraints à l'exil par une répression impitoyable, ceux-ci prennent contact à Paris avec Jean-Gilles Malliarakis. Ils publieront ensemble un document « Terza Posizione parle ! Entretien avec Roberto Fiore et Gabriele Adinolfi ». Ces militants italiens seront pour beaucoup dans la relance de la thématique de la « troisième voie », dont le nom est en fait d'origine péroniste.
Début 1985, le MNR organise en collaboration avec le Cercle Proudhon suisse un meeting à Genève sur le thème du Droit à l’identité. Les orateurs sont, outre J-G. Malliarakis, Guillaume Faye, Alain de Benoist, Pierre Vial, Robert Steuckers, l’italien Mario Tarchi, l’anglais Michael Walker et l’allemand Pierre Krebs.

### Évolution: Troisième Voie
En 1985 est proclamée publiquement, lors d’un meeting à Lyon, la création de Troisième Voie, sur la base officielle du rapprochement du MNR avec le Parti des Forces Nouvelles et la Jeune Garde (en fait une organisation de jeunesse du MNR). Le nouveau mouvement annonce vouloir incarner « la colonne vertébrale idéologique que rechercheront les déçus du lepénisme ».
Troisième Voie se transformera plus tard, en août 1991, en Nouvelle Résistance.

## Orientations politiques

### Nationalisme révolutionnaire
Dans un premier temps, le MNR se place clairement en continuité des thèses de François Duprat, prônant une « troisième voie », entre capitalisme et communisme, rejetant dos à dos les USA et le bloc soviétique. Lorsqu’il publie sa charte idéologique, J-G. Malliarakis prend soin de désigner le sens du combat : même si le mouvement a été fondé le jour anniversaire des accords de Yalta, c’est bien aux USA d’incarner la figure du mal mondialiste. Le thème identitaire est immédiatement redéployé sur celui de la lutte contre l’immigration : « nos identités, individuelle, familiale, locale, régionale, nationale, sont plus que jamais en danger de mort ! C’est à ce prix seulement que la France ne sera pas une nation d’esclaves ! ».

### Influence de la «Nouvelle Droite»
Mais peu à peu, dans un mouvement parallèle à celui des publications du GRECE, et sous l'influence des nationaux-révolutionnaires italiens, le MNR s’ouvre aux conceptions traditionalistes et révolutionnaires-conservatrices allemandes. Toutefois, le MNR reste critique sur nombre d'orientations du GRECE. D'un côté, il loue le refus de l’axe droite-gauche, la dénonciation de l'American way of life et de l'atlantisme en général. J-G. Malliarakis écrit même parfois dans Éléments sous le pseudonyme de Gilles de Kassos. Mais d'un autre côté, le MNR reproche régulièrement aux théoriciens de la Nouvelle Droite leur élitisme, leur l’antichristianisme systématique et leur quasi absence de référence à la nation française.
De même, le mouvement rejette les thèses racialistes, qu'il qualifie de « sottises » , et qui ont influencé, à un moment ou un autre, certains théoriciens de la Nouvelle Droite.

### Pour une «Europe des nations», indépendante des blocs
Le MNR se montre très hostile à la construction européenne telle qu'elle se déroule, et, contrairement à d'autres nationaux-révolutionnaires européens, prône une Europe des nations souveraines. Si le mouvement combat l'immigration, il refuse nettement les conceptions racialistes de l'histoire et de la politique. Il affirme clairement que l’ethnie française ne saurait être une question raciale mais sociologique, raison pour laquelle il refuse la notion d'Europe des ethnies, défendue par les courants de la Nouvelle Droite, lui préférant une Europe des nations.